# Kilakone Siphonexay
Kilakone Siphonexay (ur. 2 czerwca 1989) – laotański lekkoatleta, sprinter, olimpijczyk.
Zawodnik reprezentował swój kraj na igrzyskach w Londynie, startował w biegu na 100 metrów mężczyzn - odpadł w eliminacjach z czasem 11.30 s.

## Rekordy życiowe
| Dystans                  | Wynik | Miejsce      | Data            |
| ------------------------ | ----- | ------------ | --------------- |
| Bieg na 60 metrów (hala) | 7.41  | Valencia     | 7 marca 2008    |
| Bieg na 100 metrów       | 11.04 | Wientian     | 15 grudnia 2012 |
| Bieg na 200 metrów       | 23.81 | Luangprabang | 13 marca 2007   |